# 브론윈 제임스
브론윈 제임스(영어: Bronwyn James, 1994년 7월 24일 ~ )는 잉글랜드의 배우이다. 그녀는 시대극 《할롯》(2017–2019)에서 패니 역을, 뮤지컬 영화 《위키드》(2024)에서 셴셴 역을 맡은 것으로 알려져 있다.

## 교육
제임스는 웨스트 요크셔의 웨이크필드에 있는 공연 예술 학교인 CAPA 칼리지에 다녔다. 2015년 제임스는 아카데미 오브 라이브 앤 레코디드 아츠를 졸업하고 연극 분야에서 문학 학사 학위를 취득했다.

## 경력
2015년 제임스는 마틴 맥도나의 연극 《행맨》에서 셜리 역으로 전문 연극 무대에 데뷔했다.
제임스는 2017년부터 2019년까지 ITV 앙코르 시리즈 《할롯》에서 패니 램버트 역으로 출연했다. 그녀는 2017년 드라마 배교에서 장편 영화 데뷔를 했다. 이 영화는 대니얼 코코타일로가 감독했다. 2018년부터 2020년까지 제임스는 영화 《피털루》와 텔레비전 시리즈 《ABC 살인사건》, 《샌디랜드》, 《고스트》, 《아웃랜더》, 《콜 더 미드와이프》에 출연했다.
2019년 제임스는 ITV 범죄 드라마 《와일드 빌》에서 롭 로와 함께 주연을 맡았다. 다음 영화 출연작은 2021년 시대극 《더 디그》와 《컬러 룸》이다. 그녀는 2022년과 2023년에 각각 《치터스》와 《록우드 & Co.》에서 조연을 맡았다.
2022년 12월, 제임스는 스테판 슈워츠의 뮤지컬 《위키드》를 영화화한 작품에서 글린다의 친구인 셴셴 역으로 캐스팅되었다. 2024년 1월, 그녀는 2025년 6월 13일에 개봉할 영화 《드래곤 길들이기》의 실사 각색판에서 러프넛 토스턴 역을 맡을 것이라고 발표되었다.

## 개인 생활
2023년 제임스는 예술 분야의 접근성을 증진하는 요크셔 기반 비영리 단체 하트 컬렉티브의 설립자인 캐서린-앨리스와 결혼했다.

## 출연 작품

### 영화
| 연도 | 제목                       | 역할          | 비고      | Ref. |
| ---- | -------------------------- | ------------- | --------- | ---- |
| 2016 | 내셔널 시어터 라이브: 행맨 | 셜리          |           |      |
| 2017 | 배교                       | 클로이        |           |      |
| 2018 | 피털루                     | 그의 여동생   |           |      |
| 2020 | 신디                       | 신디          | 단편 영화 |      |
| 2021 | 더 디그                    | 엘런 매켄지   |           |      |
| 2021 | 더 컬러 룸                 | 베티          |           |      |
| 2023 | 더 팰리스                  | 매그놀리아    |           |      |
| 2024 | 위키드                     | 셴셴          |           |      |
| 2025 | 미키 17                    | 접수원        |           |      |
| 2025 | 드래곤 길들이기            | 러프넛 토스턴 |           |      |
| 2025 | 위키드: 포 굿              | 셴셴          |           |      |

### 텔레비전
| 연도      | 제목                   | 역할               | 비고                     | Ref. |
| --------- | ---------------------- | ------------------ | ------------------------ | ---- |
| 2016      | 콜드 피트              | 간호 조무사        | 1개 에피소드             |      |
| 2016      | 무빙 온                | 그레이스           | 에피소드: "우리 집"      |      |
| 2017–2019 | 할롯                   | 패니 램버트        | 주연                     |      |
| 2018      | 더 퀸 앤 아이          | WPC 러들로         | 텔레비전 영화            |      |
| 2018      | 콜 더 미드와이프       | 매비스 홀러        | 2018년 크리스마스 스페셜 |      |
| 2018      | ABC 살인사건           | 메건 바너드        | 3개 에피소드             |      |
| 2019      | 와일드 빌              | DC 뮤리엘 이어즐리 | 주연                     |      |
| 2019      | 빌어먹을 세상 따위     | 맥                 | 1개 에피소드             |      |
| 2020      | 아웃랜더               | 패니 비어즐리      | 에피소드: "자유 의지"    |      |
| 2020      | 샌디랜드               | 트루디 라이트      | 주연 (시리즈 1)          |      |
| 2020      | 고스트                 | 샘                 | 에피소드: "완벽한 하루"  |      |
| 2020      | 미트 더 리처드슨       | 해충 조사관        | 크리스마스 스페셜        |      |
| 2021      | 인터갤럭틱             | 비키               | 1개 에피소드             |      |
| 2021      | 무언의 목격자          | 해나 롭슨          | 2개 에피소드             |      |
| 2022      | 치터스                 | 내털리             | 조연 (시리즈 1)          |      |
| 2022      | 디스 이즈 고잉 투 허트 | 테리               | 1개 에피소드             |      |
| 2022      | 강박                   | 엘리 가트리        | 1개 에피소드             |      |
| 2022      | 슬로 호시스            | 젊은 엄마          | 에피소드: "대실패"       |      |
| 2023      | 록우드 & Co.           | 웨이드 병장        | 조연                     |      |
| 2023      | 스틸 업                | 로즈 간호사        | 에피소드: "그 드레스"    |      |
| 2024      | 마스터스 오브 디 에어  | 수지               | 에피소드: "파트 4"       |      |
| 2024      | 레니게이드 넬          | 극단 배우 1        | 2개 에피소드             |      |